# Distretto di Yuetang
Il distretto di Yuetang (岳塘区S, Yuètáng QūP) è un distretto della Cina, situato nella provincia di Hunan e amministrato dalla prefettura di Xiangtan.